# Wahlkreis Wandsbek
Der Wahlkreis 11 Wandsbek [ˈvantsbeːk] ist ein Wahlkreis zur Wahl der Hamburgischen Bürgerschaft und war 2008 und 2011 auch ein Wahlkreis zur Wahl der Bezirksversammlung im Bezirk Wandsbek. Er ist nach dem Hamburger Wahlrecht ein Mehrmandatswahlkreis, in dem vier Bürgerschaftsabgeordnete in Direktwahl oder nach Wahlkreislisten gewählt werden.
Der Wahlkreis umfasst die Stadtteile Eilbek, Wandsbek, Marienthal, Jenfeld und Tonndorf. Er liegt im Osten Hamburgs und grenzt dort teilweise an Schleswig-Holstein. Benachbarte Wahlkreise sind Bramfeld – Farmsen-Berne im Norden, Rahlstedt im Nordosten, Barmbek – Uhlenhorst – Dulsberg im Westen, Hamburg-Mitte und Billstedt – Wilhelmsburg – Finkenwerder im Süden.

## Strukturdaten
Im Wahlkreis leben gut 102.000 Menschen, davon sind knapp 78.000 wahlberechtigt. Die Wahlbeteiligung lag bei den vergangenen Bürgerschaftswahlen 2015 mit 50,7 Prozent unter der Gesamtbeteiligung in Hamburg mit 56,5 Prozent.
Die Bevölkerungsdichte im Wahlkreis beträgt 5130 Einwohner/km² und liegt damit über dem Hamburger Durchschnitt mit 2294 Einwohner/km². Die unter 18-Jährigen bilden einen Anteil von 13,7 Prozent an der Gesamtbevölkerung (Hamburg 15,7 Prozent), die über 65-Jährigen 20,9 Prozent (18,8 Prozent). Der Ausländeranteil bewegt sich mit 15,2 Prozent leicht über dem Durchschnitt von 14,8 Prozent. Der Anteil ausländischer Schüler beträgt 19,7 Prozent gegenüber 15,6 Prozent in ganz Hamburg.
In der Sozialstruktur zeichnet sich der Wahlkreis durch einen überdurchschnittlichen Anteil von Leistungsempfängern nach dem Zweiten Buch Sozialgesetzbuch (Arbeitslosengeld II, sogenanntes Hartz IV) und eine höhere Arbeitslosenquote aus. Der Anteil von Sozialwohnungen ist niedriger als im Hamburger Durchschnitt. 11,1 Prozent aller Wohnungen sind Sozialwohnungen (Hamburg 13,2 Prozent). Jedem Einwohner steht eine Wohnfläche von 35,9 Quadratmetern zur Verfügung (Hamburg 36,5 Quadratmeter), die Wohnungen sind durchschnittlich 66,8 Quadratmeter groß (71,8 Quadratmeter). Der Anteil der sozialversicherungspflichtig Beschäftigten lag im Jahre 2006 mit 48,4 Prozent über dem Hamburger Durchschnitt von 47,3 Prozent. Die Arbeitslosenquote betrug im September desselben Jahres 8,7 Prozent und lag damit über der Quote von 7,8 Prozent in ganz Hamburg. Ein großer Teil der Arbeitslosen erhält Leistungen nach dem Sozialgesetzbuch II (Hartz IV), im Juni 2006 waren es im Gebiet des Wahlkreises 6,5 Prozent der Bevölkerung, in Hamburg durchschnittlich 5,7 Prozent. Von der Gesamtbevölkerung des Wahlkreises erhielt im September 2006 jeder Siebte Hartz-IV-Leistungen (13,6 Prozent) gegenüber im Durchschnitt 11,9 Prozent in Hamburg.
Die Kriminalitätsrate entspricht im Wahlkreis Wandsbek etwa dem Hamburger Durchschnitt. Die Zahl der gesamten Straftaten je 1000 Einwohner beträgt 126 (Hamburg 137 je 1000 Einwohner), die Zahl der Gewaltdelikte fünf (Hamburg fünf) und die Zahl der Diebstähle 64 je 1000 Einwohner (Hamburg 63).

## Wahlen

### Bürgerschaftswahl 2020
Zur Bürgerschaftswahl traten im Wahlkreis Wandsbek folgende Parteien, Wählergruppen und Einzelkandidaten mit Wahlkreisbewerbern an (Reihenfolge wie auf dem Stimmzettel):
- SPD (8 Kandidaten)
- CDU (5 Kandidaten)
- Die Linke (8 Kandidaten)
- FDP (5 Kandidaten)
- PIRATEN (3 Kandidaten)
- Grüne (2 Kandidaten)
- AfD (2 Kandidaten)

79.282 Personen waren wahlberechtigt. Jeder Wähler hatte fünf Stimmen für die Landesliste und fünf Stimmen für die Wahlkreislisten. Diese fünf Stimmen konnten beliebig auf die Kandidaten (Wahlkreis und Landesliste) und Gesamtlisten (nur Landeslisten) der Parteien verteilt werden. Für die Landeslisten wurden 219.184 gültige Stimmen abgegeben, für die Wahlkreislisten insgesamt 216.640.
Gewählte Abgeordnete:
- Uwe Lohmann (SPD)
- Cem Berk (SPD)
- Ralf Niedmers (CDU)
- Rosa Domm (Grüne)

#### Ergebnis der Bürgerschaftswahl 2020 im Wahlkreis 11 Wandsbek
| Partei    | Landesliste Parteistimmen in Prozent | Wahlkreisliste in Prozent | Landesliste Parteistimmen | Landesliste Listenstimmen | Landesliste Persönlichkeitsstimmen | Wahlkreisliste |
| --------- | ------------------------------------ | ------------------------- | ------------------------- | ------------------------- | ---------------------------------- | -------------- |
| SPD       | 41,7                                 | 39,9                      | 91.363                    | 38.834                    | 50.764                             | 86.379         |
| CDU       | 11,1                                 | 14,1                      | 24.385                    | 14.819                    | 9.216                              | 30.571         |
| Die Linke | 7,4                                  | 9,3                       | 16.139                    | 10.310                    | 5.679                              | 20.069         |
| FDP       | 4,8                                  | 5,1                       | 10.440                    | 6.635                     | 3.725                              | 11.155         |
| Piraten   | 0,8                                  | 2,3                       | 1.741                     | 1.256                     | 475                                | 4.898          |
| Grüne     | 21,9                                 | 22,3                      | 48.027                    | 28.295                    | 19.442                             | 48.216         |
| AfD       | 6,5                                  | 7,1                       | 14.202                    | 9.658                     | 4.329                              | 15.352         |

Auf die Landeslisten der Parteien ohne eigene Wahlkreislisten entfielen 4,9 Prozent der abgegebenen gültigen Stimmen.

### Bürgerschaftswahl 2015
Zur Bürgerschaftswahl traten im Wahlkreis Wandsbek folgende Parteien, Wählergruppen und Einzelkandidaten mit Wahlkreisbewerbern an (Reihenfolge wie auf dem Stimmzettel):
- SPD (8 Kandidaten)
- CDU (8 Kandidaten)
- FDP (8 Kandidaten)
- Die Linke (6 Kandidaten)
- Grüne (5 Kandidaten)
- AfD (4 Kandidaten)
- PIRATEN (2 Kandidaten)
- NPD (1 Kandidat)

77.709 Personen waren wahlberechtigt. Jeder Wähler hatte fünf Stimmen für die Landesliste und fünf Stimmen für die Wahlkreislisten. Diese fünf Stimmen konnten beliebig auf die Kandidaten (Wahlkreis und Landesliste) und Gesamtlisten (nur Landeslisten) der Parteien verteilt werden. Die Wahlbeteiligung betrug 50,7 Prozent. 3,3 Prozent der abgegebenen Stimmzettel für die Landesliste sowie 3,2 Prozent der Stimmzettel für die Wahlkreislisten waren ungültig. Für die Landeslisten wurden 189.004 gültige Stimmen abgegeben, für die Wahlkreislisten insgesamt 188.014.
Gewählte Abgeordnete:
- Barbara Duden (SPD)
- Uwe Lohmann (SPD)
- Ralf Niedmers (CDU)
- Olaf Duge (Grüne)

| Partei    | Landesliste Parteistimmen in Prozent | Wahlkreisliste in Prozent | Landesliste Parteistimmen | Landesliste Listenstimmen | Landesliste Persönlichkeitsstimmen | Wahlkreisliste |
| --------- | ------------------------------------ | ------------------------- | ------------------------- | ------------------------- | ---------------------------------- | -------------- |
| SPD       | 48,1                                 | 44,0                      | 90.842                    | 38.510                    | 52.332                             | 82.692         |
| CDU       | 16,8                                 | 20,1                      | 31.743                    | 17.363                    | 14.380                             | 37.715         |
| Die Linke | 6,9                                  | 7,1                       | 13.098                    | 8.315                     | 4.783                              | 13.322         |
| FDP       | 6,8                                  | 6,3                       | 12.891                    | 7.177                     | 5.714                              | 11.871         |
| Grüne     | 9,4                                  | 11.4                      | 17.744                    | 11.340                    | 6.404                              | 21.467         |
| AfD       | 7,5                                  | 8,1                       | 14.253                    | 10.413                    | 3.840                              | 15.143         |
| PIRATEN   | 1,8                                  | 2.5                       | 3.331                     | 2.473                     | 858                                | 4.664          |
| NPD       | 0,5                                  | 0,6                       | 887                       | 636                       | 251                                | 1.070          |

Auf die Landeslisten der Parteien ohne eigene Wahlkreislisten entfielen 2,2 Prozent der abgegebenen gültigen Stimmen.

### Bürgerschaftswahl 2011
Zur Bürgerschaftswahl traten im Wahlkreis Wandsbek folgende Parteien, Wählergruppen und Einzelkandidaten mit Wahlkreisbewerbern an (Reihenfolge wie auf dem Stimmzettel):
- CDU (8 Kandidaten)
- SPD (8 Kandidaten)
- GRÜNE/GAL (8 Kandidaten)
- Die Linke (8 Kandidaten)
- FDP (8 Kandidaten)
- PIRATEN (1 Kandidat)
- NPD (1 Kandidat)

75.486 Personen waren wahlberechtigt. Jeder Wähler hatte fünf Stimmen für die Landesliste und fünf Stimmen für die Wahlkreislisten. Diese fünf Stimmen konnten beliebig auf die Kandidaten (Wahlkreis und Landesliste) und Gesamtlisten (nur Landeslisten) der Parteien verteilt werden. Die Wahlbeteiligung betrug 52,0 Prozent. 3,8 Prozent der abgegebenen Stimmzettel für die Landesliste sowie 4,2 Prozent der Stimmzettel für die Wahlkreislisten waren ungültig. Für die Landeslisten wurden 186.667 gültige Stimmen abgegeben, für die Wahlkreislisten insgesamt 184.772.
Gewählte Abgeordnete:
- Ralf Niedmers (CDU)
- Jan Balcke (SPD)
- Juliane Timmermann (SPD)
- Olaf Duge (GAL)

| Partei    | Landesliste Parteistimmen in Prozent | Wahlkreisliste in Prozent | Landesliste Parteistimmen | Landesliste Listenstimmen | Landesliste Persönlichkeitsstimmen | Wahlkreisliste |
| --------- | ------------------------------------ | ------------------------- | ------------------------- | ------------------------- | ---------------------------------- | -------------- |
| CDU       | 23,9                                 | 24,8                      | 44.641                    | 24.828                    | 19.813                             | 45.903         |
| SPD       | 49,8                                 | 47,6                      | 92.955                    | 45.952                    | 47.003                             | 87.989         |
| GAL       | 8,4                                  | 10,2                      | 15.738                    | 9.683                     | 6.055                              | 18.855         |
| Die Linke | 5,6                                  | 6,4                       | 10.529                    | 6.318                     | 4.211                              | 11.747         |
| FDP       | 6,4                                  | 6,6                       | 11.957                    | 6.700                     | 5.257                              | 12.213         |
| PIRATEN   | 2,1                                  | 3,0                       | 3.910                     | 2.836                     | 1.074                              | 5.511          |
| NPD       | 1,1                                  | 1,4                       | 2.143                     | 1.412                     | 731                                | 2.554          |

Auf die Landeslisten der Parteien ohne eigene Wahlkreislisten entfielen 2,7 Prozent der abgegebenen gültigen Stimmen.

### Wahl der Bezirksversammlung 2011
Zur Wahl der Bezirksversammlung Hamburg-Nord traten im Wahlkreis Wandsbek folgende Parteien, Wählergruppen und Einzelkandidaten mit Wahlkreisbewerbern an (Reihenfolge wie auf dem Stimmzettel):
- SPD (16 Kandidaten)
- GAL (16 Kandidaten)
- Die Linke (11 Kandidaten)
- CDU (9 Kandidaten)
- FDP (6 Kandidaten)
- NPD (1 Kandidat)

Zur Wahl der Bezirksversammlung waren auch Staatsangehörige der Mitgliedstaaten der Europäischen Union wahlberechtigt. Die Anzahl der Wahlberechtigten war mit 78.669 Personen deshalb größer als bei der Bürgerschaftswahl. Die Möglichkeit zur Verteilung der Stimmen auf Gesamtlisten und einzelne Bewerber entsprach dem der Wahl zur Bürgerschaft. Die Wahlbeteiligung betrug 50,3 Prozent. 4,4 Prozent der abgegebenen Stimmzettel für die Bezirksliste sowie 5,0 Prozent der Stimmzettel für die Wahlkreislisten waren ungültig. Für die Bezirkslisten wurden 186.606 gültige Stimmen abgegeben, für die Wahlkreislisten insgesamt 185.066.
| Partei    | Bezirksliste Parteistimmen in Prozent | Wahlkreisliste in Prozent | Bezirksliste Parteistimmen | Bezirksliste Listenstimmen | Bezirksliste Persönlichkeitsstimmen | Wahlkreisliste |
| --------- | ------------------------------------- | ------------------------- | -------------------------- | -------------------------- | ----------------------------------- | -------------- |
| SPD       | 47,5                                  | 48,2                      | 88.676                     | 58.463                     | 30.213                              | 89.204         |
| GAL       | 10,7                                  | 12,1                      | 19.968                     | 12.302                     | 7.666                               | 22.376         |
| Die Linke | 6,4                                   | 7,0                       | 11.933                     | 7.091                      | 4.842                               | 13.011         |
| CDU       | 24,9                                  | 24,2                      | 46.526                     | 31.967                     | 14.559                              | 44.789         |
| FDP       | 6,2                                   | 6,8                       | 11.572                     | 7.029                      | 4.543                               | 12.645         |
| NPD       | 1,5                                   | 1,6                       | 2.735                      | 1.799                      | 936                                 | 3.041          |

Auf die Bezirkslisten der Parteien ohne eigene Wahlkreislisten entfielen 2,8 Prozent der abgegebenen gültigen Stimmen.

### Bürgerschaftswahl 2008
Zur Bürgerschaftswahl in Hamburg 2008 traten im Wahlkreis Wandsbek sechs Parteien mit eigenen Wahlkreislisten und ein Einzelbewerber an. Insgesamt bewarben sich 37 Kandidaten um ein Mandat.
- CDU (4 Kandidaten)
- SPD (8 Kandidaten)
- GAL (7 Kandidaten)
- FDP (7 Kandidaten)
- Die Linke (8 Kandidaten)
- HeimatHamburg (2 Kandidaten)
- Lothar Hilmer (Einzelbewerber)

74.651 Personen waren wahlberechtigt. Jeder Wähler hatte eine Stimme für die Landesliste und fünf Stimmen für die Wahlkreislisten. Diese fünf Stimmen konnten beliebig auf die Kandidaten und Gesamtlisten der Parteien verteilt werden. Die Wahlbeteiligung betrug bei der Landesliste 58,7 Prozent und bei den Wahlkreislisten 58,6 Prozent. 1 Prozent der abgegebenen Stimmzettel für die Landesliste sowie 3,2 Prozent der Stimmzettel für die Wahlkreislisten waren ungültig. Für die Landesliste wurden 43.337 gültige Stimmen abgegeben, für die Wahlkreislisten insgesamt 207.912.
Gewählte Abgeordnete:
- Ralf Niedmers (CDU)
- Natalie Hochheim (CDU)
- Jan Balcke (SPD)
- Juliane Timmermann (SPD)

| Partei        | Landesliste in Prozent | Wahlkreisliste Parteistimmen in Prozent | Landesliste | Wahlkreisliste Parteistimmen | Wahlkreisliste Listenstimmen | Wahlkreisliste Persönlichkeitsstimmen |
| ------------- | ---------------------- | --------------------------------------- | ----------- | ---------------------------- | ---------------------------- | ------------------------------------- |
| CDU           | 45,5                   | 42,1                                    | 19.700      | 87.434                       | 63.467                       | 23.967                                |
| SPD           | 33,6                   | 33,7                                    | 14.558      | 70.128                       | 41.368                       | 28.760                                |
| GAL           | 6,9                    | 9,5                                     | 2.970       | 19.687                       | 10.630                       | 9.057                                 |
| FDP           | 4,9                    | 6,0                                     | 2.116       | 12.421                       | 6.906                        | 5.515                                 |
| Die Linke     | 6,3                    | 7,3                                     | 2.711       | 15.230                       | 9.052                        | 6.178                                 |
| HeimatHamburg | 0,6                    | 1,3                                     | 268         | 2.614                        | 1.821                        | 793                                   |
| Lothar Hilmer |                        | 0,2                                     |             | 398                          | 131                          | 267                                   |

Auf die Landeslisten der Parteien ohne eigene Wahlkreislisten entfielen 2,4 Prozent der abgegebenen gültigen Stimmen.

### Wahl der Bezirksversammlung 2008
Zur Wahl der Bezirksversammlung Wandsbek traten im Wahlkreis sechs Parteien mit eigenen Wahlkreislisten und insgesamt 54 Kandidaten an.
- CDU (9 Kandidaten)
- SPD (14 Kandidaten)
- GAL (8 Kandidaten)
- FDP (11 Kandidaten)
- Die Linke (10 Kandidaten)
- HeimatHamburg (2 Kandidaten)

Zur Wahl der Bezirksversammlung waren auch Staatsangehörige der Mitgliedstaaten der Europäischen Union wahlberechtigt. Die Anzahl der Wahlberechtigten war mit 78.240 Personen deshalb größer als bei der Bürgerschaftswahl. Jeder Wähler hatte eine Stimme für die Landesliste und fünf Stimmen für die Wahlkreislisten. Diese fünf Stimmen konnten beliebig auf die Kandidaten und Gesamtlisten der Parteien verteilt werden. Die Wahlbeteiligung bei den Wahlkreislisten betrug 56,5 Prozent. 3,8 Prozent der abgegebenen Stimmzettel für die Wahlkreislisten waren ungültig. Insgesamt wurden 208.335 gültige Stimmen abgegeben.
| Partei        | Sitze | Wahlkreisliste Parteistimmen in Prozent | Wahlkreisliste Parteistimmen | Wahlkreisliste Listenstimmen | Wahlkreisliste Persönlichkeitsstimmen |
| ------------- | ----- | --------------------------------------- | ---------------------------- | ---------------------------- | ------------------------------------- |
| CDU           | 3     | 41,2                                    | 85.929                       | 61.786                       | 24.143                                |
| SPD           | 3     | 33,5                                    | 69.703                       | 42.255                       | 27.448                                |
| GAL           | 1     | 10,9                                    | 22.696                       | 12.741                       | 9.955                                 |
| FDP           | 0     | 5,8                                     | 12.166                       | 6.705                        | 5.461                                 |
| Die Linke     | 1     | 7,2                                     | 15.068                       | 9.032                        | 6.036                                 |
| HeimatHamburg | 0     | 1,3                                     | 2.773                        | 1.951                        | 822                                   |

### Bürgerschaftswahlen 1966–2020
Die Bürgerschaftswahlen waren bis einschließlich 2004 reine Listenwahlen ohne Wahlkreise. Dargestellt werden deshalb im Zeitraum von 1966 bis 2004 (6.–18. Wahlperiode) die zusammengefassten Wahlergebnisse der Stadtteile im Wahlkreis. Für das Jahr 2008 (19. Wahlperiode) ist das Ergebnis der Landesliste, das für die Mehrheitsverhältnisse in der Bürgerschaft entscheidend ist, angegeben. Es werden nur die Parteien aufgeführt, die im dargestellten Zeitraum in mindestens einem Stadtteil des Wahlkreises einmal mehr als fünf Prozent der abgegebenen gültigen Wählerstimmen auf sich vereinen konnten. In der Summe kann das Ergebnis einer Wahl deshalb kleiner 100 Prozent sein. Alle Ergebnisse sind in Prozent angegeben.
| Partei             | 1966 | 1970 | 1974 | 1978 | 6/1982 | 12/1982 | 1986 | 1987 | 1991 | 1993 | 1997 | 2001 | 2004 | 2008 | 2011 | 2015 | 2020 |
| ------------------ | ---- | ---- | ---- | ---- | ------ | ------- | ---- | ---- | ---- | ---- | ---- | ---- | ---- | ---- | ---- | ---- | ---- |
| SPD                | 57,3 | 54,9 | 44,5 | 52,2 | 44,1   | 52,2    | 43,5 | 46,8 | 49,8 | 43,1 | 38,3 | 37,6 | 31,6 | 33,6 | 49,8 | 48,1 | 41,7 |
| Grüne              |      |      |      |      | 6,3    | 5,4     | 7,5  | 5,0  | 5,3  | 10,4 | 10,2 | 5,5  | 8,3  | 6,9  | 8,4  | 9,4  | 21,9 |
| CDU                | 30,8 | 33,6 | 41,5 | 38,3 | 43,8   | 39,3    | 43,6 | 41,2 | 35,5 | 25,1 | 30,8 | 27,4 | 49,2 | 45,5 | 23,9 | 16,8 | 11,1 |
| Die Linke          |      |      |      |      |        |         |      |      |      |      |      |      |      | 6,3  | 5,6  | 6,9  | 7,4  |
| AfD                |      |      |      |      |        |         |      |      |      |      |      |      |      |      |      | 7,5  | 6,5  |
| FDP                | 7,5  | 7,0  | 10,9 | 4,4  | 4,6    | 2,6     | 4,3  | 6,1  | 5,0  | 3,8  | 3,1  | 4,7  | 3,0  | 4,9  | 6,4  | 6,8  | 4,8  |
| NPD                | 4,2  | 2,9  | 0,8  | 0,3  |        |         |      |      |      |      | 0,1  |      | 0,4  |      | 1,1  | 0,5  |      |
| DVU                |      |      |      |      |        |         |      |      |      | 3,7  | 7,1  | 1,3  |      | 1,1  |      |      |      |
| Pro DM/Schill      |      |      |      |      |        |         |      |      |      |      |      | 0,2  | 4,0  |      |      |      |      |
| Schill/Offensive D |      |      |      |      |        |         |      |      |      |      |      | 20,7 | 0,3  |      |      |      |      |
| STATT              |      |      |      |      |        |         |      |      |      | 5,6  | 3,9  | 0,5  |      |      |      |      |      |
| REP                |      |      |      |      |        |         |      |      | 1,7  | 5,0  | 1,8  | 0,1  |      |      |      |      |      |

## Belege
Strukturdaten
- Wahlkreis Wandsbek. In: Statistisches Amt für Hamburg und Schleswig-Holstein (Hrsg.): Wahl zur hamburgischen Bürgerschaft 2008, Strukturdaten der Wahlkreise. (statistik-nord.de [PDF; 68 kB]).

Wahlen
- Statistisches Amt für Hamburg und Schleswig-Holstein: Bürgerschaftswahl 2020, Ergebnisse im Wahlkreis 11. Abgerufen am 9. Januar 2022
- Statistisches Amt für Hamburg und Schleswig-Holstein: Bürgerschaftswahl. In: Wahldatenbank seit 1965. Abgerufen am 1. Januar 2008.
- Wahlkreis 11 Wandsbek. Landeslisten-Stimmen im Vergleich zur Bürgerschaftswahl 2004. In: Statistisches Amt für Hamburg und Schleswig-Holstein (Hrsg.): Endgültiges Ergebnis der Bürgerschaftswahl Hamburg 2008. 6. März 2008 (statistik-nord.de [PDF; 5 kB]).
- Wahlkreis 11 Wandsbek. Parteistimmen. In: Statistisches Amt für Hamburg und Schleswig-Holstein (Hrsg.): Endgültiges Ergebnis der Bürgerschaftswahl Hamburg 2008. 6. März 2008 (statistik-nord.de [PDF; 10 kB]).
- Wahlkreis 11 Wandsbek. Parteistimmen. In: Statistisches Amt für Hamburg und Schleswig-Holstein (Hrsg.): Endgültiges Ergebnis der Bezirksversammlungswahl 2008. (statistik-nord.de [PDF; 39 kB]).
- Wahl zur Bürgerschaft und die Wahlen zu den Bezirksversammlungen am 24. Februar 2008. In: Justizbehörde der Freien und Hansestadt Hamburg (Hrsg.): Amtlicher Anzeiger. Teil II des Hamburgischen Gesetz- und Verordnungsblattes. Bekanntmachungen. Nr. 21, 14. März 2008, S. 659–660, 672 (fhh.hamburg.de [PDF; 200 kB]).
- Wahl zur Bürgerschaft und die Wahl zu den Bezirksversammlungen am 24. Februar 2008. In: Justizbehörde der Freien und Hansestadt Hamburg (Hrsg.): Amtlicher Anzeiger. Teil II des Hamburgischen Gesetz- und Verordnungsblattes. Bekanntmachungen. Nr. 22, 18. März 2008, S. 699–701 (fhh.hamburg.de [PDF; 296 kB]).

Einzelnachweise und Anmerkungen
1. 1 2  Anlage zu § 18 Absatz 8. In: Gesetz über die Wahl zur hamburgischen Bürgerschaft. 28. Juli 2007, abgerufen am 18. Februar 2016.
2. 1 2 3 4 5 6  Parteistimmen sind die Summe der Listenstimmen und Persönlichkeitsstimmen. Listenstimmen wurden für die Wahlkreisliste einer Partei abgegeben. Persönlichkeitsstimmen wurden für einzelne Kandidaten abgegeben. Jeder Wähler hatte fünf Stimmen, die beliebig verteilt werden konnten.
3. 1 2  Zulassung der Wahlvorschläge für die Wahl zur Bürgerschaft und die Wahl zu den Bezirksversammlungen am 24. Februar 2008. In: Justizbehörde der Freien und Hansestadt Hamburg (Hrsg.): Amtlicher Anzeiger. Teil II des Hamburgischen Gesetz- und Verordnungsblattes. Nr. 10, 5. Februar 2008, S. 2, 5, 32–33, 93–95 (fhh.hamburg.de [PDF; 1,6 MB]).
4. ↑  § 4. In: Gesetz über die Wahl zu den Bezirksversammlungen. 5. Juli 2004, abgerufen am 18. Februar 2016.